# Mount Moore (Antarktika)
Mount Moore ist ein 2270 m hoher und isoliert liegender Berg im westantarktischen Ellsworthland. Nur 305 m seiner Gesamthöhe ragen über das umliegende Eis hinaus. Er liegt 13 km nördlich des Mount Woollard und rund 240 km westlich der Heritage Range im Ellsworthgebirge.
Eine US-amerikanische Mannschaft um den Geophysiker Charles Bentley entdeckte ihn am 4. Februar 1958 bei der Querung des Marie-Byrd-Lands. Namensgeber ist Leutnant John Pinkney Moore (1928–1955) von den Reservestreitkräften der United States Navy, einem auf der USS Atka stationierten Piloten, der am 22. Januar 1955 bei einem Hubschrauberabsturz infolge eines Whiteout nahe der Kainan-Bucht ums Leben kam.